# Capitão Sawada
Capitão Sawada (キャプテン・サワダ, Kyaputen Sawada) é um personagem da série de jogos de luta Street Fighter criado para o filme Street Fighter de 1994, inspirado e interpretado pelo ator japonês Kenya Sawada, ele também aparece como um personagem jogável tanto na versão arcade quanto na versão para console do videogame Street Fighter: The Movie.  A voz de Sawada é a única dublada no filme, pois o próprio Sawada falava apenas um pouco de inglês. Sawada aparece na revista em quadrinhos brasileira publicada pela Editora Escala. Na série animada Street Fighter, ele aparece em dois episódios, com voz fornecida por Michael Dobson.

## Criação
Kenya Sawada foi inicialmente escalado para interpretar Ryu no filme Street Fighter de 1994, devido ao seu pouco conhecimento de inglês, foi substituído por Byron Mann.  Para aproveitá-lo, a Capcom criou o personagem Capitão Sawada, promovendo o ator intensamente na época como um possível “rosto” da empresa, um herói de ação para projetos futuros.  Sawada é caracterizado como o braço direito de Guile e o líder da força de comando da AN. Ele é um especialista em combate corpo a corpo, proficiente em todos os tipos de arte marcial. Seu papel no filme é muito menor. Ele fala e luta apenas algumas vezes no filme, no qual comanda uma pequena força de tropas terrestres no ataque à base de Bison. No entanto, ele aparece entre os personagens principais quando eles fazem uma pose no final do filme. Seu nome completo não é mencionado nas mídias principais, mas aparece como Kenzo Sawada em uma coleção de cards do filme. 

## Outras aparições

### Videogames
Sawada aparece como um personagem jogável nos dois jogos baseados no filme: Street Fighter: The Movie (arcade) e Street Fighter: The Movie (console).
Seu design no videogame varia um pouco do que no filme. Os desenvolvedores que trabalharam na versão arcade fizeram com que ele ficasse sem camisa, com base no fato de que ele era "bonitão" e parcialmente inspirado pelos personagens de Mortal Kombat II da época. Se isso apresentasse um problema, a equipe teria optado por ter uma camisa pintada sobre seus sprites. O design lembrava o de Fei Long de várias maneiras e levou o ator a se envolver em sessões de digitalização para Sawada e Fei Long. Para Fei Long, o design precisava de poucas alterações além de uma muda de calça, sapatos e cabelo. No entanto, Fei Long ficou inacabado devido a restrições de tempo, deixando apenas Sawada. Apesar das especulações ao contrário, Sawada está desarmado no jogo de arcade. O que parecia ser uma "katana" na época era "motion blur", mas por causa de um conflito entre os dois ramos da Capcom, a transparência do flicker não foi aplicada e ficou sólida. Os ataques cortantes de Sawada pretendiam ter uma aparência etérea semelhante ao Hadouken. Os designers argumentaram pelo efeito de cintilação, mas foram negados, e optaram por um visual baseado nos efeitos de Mortal Kombat na época. Aparições posteriores na versão para console do jogo mudaram isso e deram a ele um katana.
Sawada apareceu em uma enquete no Battle Hub de Street Fighter 6 em junho de 2024, seu golpe especial Gokusatsu Jibakujin foi adicionado como um emote desbloqueável no Fighting Pass de Akuma.

### Histórias em quadrinhos
Sawada está ausente na adaptação do filme publicada pela DC Comics. Sawada aparece na adaptação em mangá do filme por Sakayuki Sakai.
Na revista em quadrinhos brasileira publicada pela Editora Escala, Sawada é um capitão das Forças Armadas das Nações Unidas e amigo de Guile. Ele aparece na edição 14, escrita por Alexandre Nagado, no arco "A Ilha da Morte". Com Guile dado como morto, Sawada recruta Ryu, Ken, Chun-Li e Cammy para enfrentar a organização Shadow Law, liderada por Sagat, Vega e Balrog. Nessa versão, Ryu e Ken ainda não conheciam Sawada.

### Televisão
Michael Dobson fez a voz de Sawada em dois episódios da série animada Street Fighter, diferente do filme, onde Sawada apoia a invasão de Shadaloo, na série ele se opõe a Guile. Após os eventos do filme, Guile é desligado do exército, com Sawada testemunhando que ele colocou suas tropas em perigo e desobedeceu uma ordem direta. Com a saída de Guile, Sawada se torna o chefe das Forças Especiais da AN e ganha a patente de coronel. No episódio "Keeping the Peace", Guile e Chun-Li encontram Sawada em Sierra del Fuego, onde ele lidera uma missão para enfrentar uma crise envolvendo Sagat. No episódio "The Hammer Strikes", Sawada se junta aos Street Fighters para enfrentar a ameaça de Satin Hammer, uma ciborgue que foi previamente introduzida no episódio "Desert Thunder".

### Miscelânea
Sawada ganho um um perfil do Shadaloo Combat Research Institute, parte do site da Capcom Fighters Network, dedicado a perfis de todos os personagens presentes na história do Street Fighter e lançado na época de Street Fighter V. O texto descreve que ele continua sua missão de eliminar a Shadaloo, viajando pelo mundo para concluí-la.

Em 30 de junho de 2024, o diretor do jogo Street Fighter 6, Takayuki Nakayama publicou 3 artes de Sawada em sua conta no X.